# Nemanthus californicus
Nemanthus californicus är en havsanemonart som beskrevs av Oscar Henrik Carlgren 1940. Nemanthus californicus ingår i släktet Nemanthus och familjen Nemanthidae. Inga underarter finns listade i Catalogue of Life.